# Henri de Baillet-Latour
Henri de Baillet-Latour (ur. 1 marca 1876 w Brukseli, zm. 6 stycznia 1942 tamże) – belgijski arystokrata, działacz sportowy, przewodniczący Międzynarodowego Komitetu Olimpijskiego w latach 1925–1942. Był współzałożycielem Belgijskiego Komitetu Olimpijskiego (Comité Olympique et Interfédéral Belgique) (1906) oraz współorganizatorem Letnich Igrzysk Olimpijskich w Antwerpii (1920).